# Судзукі Юсуке
Юсуке Судзукі (англ. Yusuke Suzuki) (нар. 2 січня 1988) — японський легкоатлет, який спеціалузіється в спортивній ходьбі, рекордсмен світу на дистанції 20 кілометрів (2015), чемпіон світу на дистанції 50 кілометрів (2019), багаторазовий чемпіон та призер чемпіонатів Азії зі спортивної ходьби.

## Виступи на основних міжнародних змаганнях
| Рік  | Змагання                      | Місто    | Місце | Дисципліна | Примітки |
| ---- | ----------------------------- | -------- | ----- | ---------- | -------- |
| 2004 | Чемпіонат світу серед юніорів | Гроссето | 17    | 10000 м    |          |
| 2005 | Чемпіонат світу серед юнаків  | Марракеш | 3     | 10000 м    |          |
| 2006 | Чемпіонат світу серед юніорів | Пекін    | 3     | 10000 м    |          |
| 2007 | Чемпіонат Азії з ходьби       | Неагарі  | 6     | 20 км      |          |
| 2007 | Універсіада                   | Бангкок  | 4     | 20 км      |          |
| 2008 | Чемпіонат Азії з ходьби       | Номі     | 5     | 20 км      |          |
| 2009 | Чемпіонат Азії з ходьби       | Номі     | 5     | 20 км      |          |
| 2009 | Універсіада                   | Белград  | 13    | 20 км      |          |
| 2009 | Чемпіонат світу               | Берлін   | 39    | 20 км      |          |
| 2010 | Чемпіонат Азії з ходьби       | Номі     | 1     | 20 км      |          |
| 2010 | Азійські ігри                 | Гуанчжоу | 5     | 20 км      |          |
| 2011 | Чемпіонат світу               | Тегу     | 4     | 20 км      |          |
| 2012 | Олімпійські ігри              | Лондон   | 36    | 20 км      |          |
| 2013 | Чемпіонат Азії з ходьби       | Номі     | 1     | 20 км      |          |
| 2013 | Чемпіонат світу               | Москва   | 12    | 20 км      |          |
| 2014 | Чемпіонат Азії з ходьби       | Номі     | 2     | 20 км      |          |
| 2014 | Кубок світу з ходьби          | Тайцан   | 4     | 20 км      |          |
| 2014 | Азійські ігри                 | Інчхон   | 2     | 20 км      |          |
| 2015 | Чемпіонат Азії з ходьби       | Номі     | 1     | 20 км      |          |
| 2015 | Чемпіонат світу               | Пекін    | DNF   | 20 км      |          |
| 2019 | Чемпіонат Азії з ходьби       | Номі     | 4     | 20 км      |          |
| 2019 | Чемпіонат світу               | Доха     | 1     | 50 км      | [ 2 ]    |